# Radulinopsis
Radulinopsis  és un gènere de peixos pertanyent a la família dels còtids.

## Taxonomia
- Radulinopsis derjavini (Soldatov & Lindberg, 1930)[2]
- Radulinopsis taranetzi (Yabe & Maruyama, 2001)[3][4][5][6][7][8]